# Liste der Botschafter der Vereinigten Staaten in Afghanistan
Die Liste der Botschafter der Vereinigten Staaten in Afghanistan bietet einen Überblick über die Leiter der US-amerikanischen diplomatischen Vertretung in Afghanistan seit der Aufnahme diplomatischer Beziehungen in den 1930er Jahren bis heute.
bis 1945 Generalbevollmächtigte:
- William H. Hornibrook (1935–1936)
- Louis G. Dreyfus (1940–1942)
- Cornelius Van Hemert Engert (1942–1945)

ab 1945 Botschafter:
- Ely E. Palmer (1945–1948)
- Louis G. Dreyfus (1949–1951)
- George Robert Merrell (1951–1952)
- Angus I. Ward (1952–1956)
- Sheldon T. Mills (1956–1959)
- Henry A. Byroade (1959–1962)
- John M. Steeves (1962–1966)
- Robert G. Neumann (1966–1973)
- Theodore L. Eliot (1973–1978)
- Adolph Dubs (1978–1979, im Amt ermordet)

1979 bis 1989 Chargé d’Affaires:
- J. Bruce Amstutz (1979–1980)
- Hawthorne Q. Mills (1980–1982)
- Archer Blood (1982 ernannt, aber von der afghanischen Regierung abgelehnt)
- Charles F. Dunbar (1982–1983)
- Edward Hurwitz (1983–1986)
- James Maurice Elaum (1986–1988)
- Jon D. Glassman (1988–1989)
- Peter Tomsen (1989–1992, chargé d’affaires zur Nordallianz)

Von 1992 bis 2001 gab es keinen Gesandten.
- James Dobbins (2001, Sonderbotschafter, überwachte die Wiedereröffnung der Botschaft, kein offizieller Botschafter)
- Ryan Crocker (2001–2002, Chargé d’Affaires ad interim)
- Robert Finn (2002–2003)
- Zalmay Khalilzad (2003–2005)
- Ronald E. Neumann (2005–2007)
- William Braucher Wood (2007–2009)
- Karl Eikenberry (2009–2011)
- Ryan Crocker (2011–2012)
- James B. Cunningham (2012–2014)
- P. Michael McKinley (2015–2016)
- Hugo Llorens (2016–2017, Chargé d’Affaires ad interim)
- John R. Bass (2017–2020)
- Ross Wilson (2020 bis 2021; nach der Machtübernahme durch die Taliban werden die US-amerikanischen Interessen von der Botschaft von Quatar übernommen)